# Спорт у Кини
Спорт у Кини је дуго повезан са борилачким вештинама. Данас се Кина (укључујући континенталну Кину, Хонг Конг и Макао) састоји од различитих такмичарских спортова. Традиционална кинеска култура физичку кондицију сматра важном карактеристиком. Кина има властити национални четворогодишњи мулти-спортски догађај сличан Олимпијским играма под називом Националне игре.
Највећа публика за један спортски догађај унутар граница копнене Кине била је фудбалска утакмица на стадиону Тианхе у Гуангџоуу. Фудбал је популаран спорт. Просечна посећеност кинеских игара Супер лиге у 2017. години била је 23 766 гледалаца. Бадминтон и стони тенис су такође популарни спортови у Кини. Пре деведесетих, спорт је у потпуности финансирала влада. Врхунски спортисти су престајали да се баве спортом у врхунцу каријере због несигурности у вези са животним средствима после одласка у пензију али ова се ситуација почела мењати 1994. године, када је кинески фудбал био професионализован, затим кошарка, одбојка, стони тенис и го. Професионализација је довела до комерцијализације; то је значило да спортска удружења постају профитни ентитети и да су формирани клупски систем и професионалне спортске лиге. Операције спортских клубова сада покривају продају улазница, оглашавање, преносе клубова, комерцијалне утакмице и телевизијско емитовање. Кинески спортисти такође су почели да се придружују професионалним лигама у иностранству, као што је улазак кошарке Јао Минга у НБА Сједињених Држава 2002. године.
Кина је била прва по броју златних медаља (48) на Летњим олимпијским играма 2008. у Пекингу. Догађај је био заказан за 8. до 24. августа 2008. јер је број 8 у кинеској култури сретан број. Кина је била домаћин летњих олимпијских игара младих 2014. године од 16. до 28. августа 2014. Пекинг је домаћин зимских олимпијских игара 2022. године.

## Историја
Веслање змајским чамцима датирају пре отприлике 2000 година и остају традиционална манифестација која се сваке године одржава око Кине. Постоје докази да је Ts'u-chü, прототип фудбала, изумљен у Кини током 2. и 3. века пре нове ере пре него што се проширио по свету како би формирао модерну игру. Од династије Сонг па надаље, Тајђићуен и сличне активности борилачких вештина постале су популарне у Кини.
Модерни спортови појавили су се у Кини почетком 20. века, великим делом под утицајем САД и кинеских реформатора заинтересованих за усвајање и прилагођавање модела физичког васпитања из САД, Европе и Јапана. Народна Република Кина (НРК) наглашава спорт и државне фондове и обучава талентоване младе у професионалне играче, посебно почев од средине 20. века. Стони тенис је један од највећих аматерских рекреативних спортова са око 200 милиона играча. Бадминтон је такође добро успостављен и популаран.
Према Спортском каналу, игра одбојке за жене са златним медаљама Летњих олимпијских игара 2004. године привукла је гледаоце у 30% домаћинстава која поседују ТВ; цифра је била 18% за утакмицу Кина против Бразила у светском купу ФИФА 2002. Фудбал и кошарка су такође приказани на ТВ-у.
Популарни аматерски спортови укључују стони тенис, бадминтон, борилачке вештине и разне облике пливања. Кинески професионални спорт је у развојној фази.

## Типови спортова

### Фудбал
Фудбал је најпопуларнији спорт и био је један од најбоље подржаних спортова у Кини од када је уведен у 1900-те. Постоје такође писани докази да је игра слична фудбалу, Ts'u-chü, први пут играна у Кини око 50. године пре нове ере. Садашњи Кинески фудбалски савез (КФА) основан је у НРК након 1949. Седиште му је у Пекингу, а тренутни председавајући је Цај Женхуа. Од 1994. до 2004. године КФА је основала прву професионалну фудбалску лигу, која је била "Јиа А". Кинеска суперлига (КСЛ) је водећа фудбалска лига у Кини, која је промењена из "Јиа А" 2004. године, као врх хијерархије лиге која се протеже на четири лиге. Јиа на кинеском такође значи „Прво“ или „Најбоље“. Од свог оснивања Суперлига је била релативно нестабилна и борила се да одржи популарност. У 2016. години просечна посећеност КСЛ-а била је 24.159 што га чини једном од најпосећенијих професионалних фудбалских лига широм света.
На међународном нивоу кинески фудбал је доживео мали успех упркос обиму подршке коју добија од навијача. Иако се репрезентација квалификовала за ФИФА-ин светски куп 2002. године, нису успели да постигну ниједан гол и изгубили су три утакмице у групи. Супротно томе, женска репрезентација је завршила на другом месту и на Светским првенствима и на Олимпијским играма. Упркос успеху кинеске женске репрезентације на међународним такмичењима, женски фудбал у Кини не поприма готово толико пажње као њихови колеге у Канади и Сједињеним Државама, па би се добар тренд Кине у женском фудбалу могао сасвим окончати у блиској будућности. Кина је 1991. године била домаћин првог наступног Светског купа за жене у Гвангжуу; 2004. године домаћин је Азијског купа АФК.
Фудбал је одувек био међу све популарнијим аматерским тимским спортовима за рекреацију у Кини. Средње школе често имају фудбалске објекте, од којих неке викендом изнајмљују локалним аматерским тимовима да организују утакмице. То је уједно и најпопуларнији спорт за гледање на телевизији, са великим међународним турнирима као што су Светски куп и Европско првенство, као и главним европским лигама које добијају широку покривеност.

### Бадминтон
Бадминтон је популаран у Кини захваљујући својој релативној једноставности у рекреативној употреби и јефтиној опреми. Многи кинески играчи бадминтона стекли су међународни успех и славу, посебно многи златни медаље на Светском првенству. То је популаран рекреативни и професионални спорт, са аматерским лигама широм земље.

### Бејзбол
Бејзбол је први пут уведен 1864. године оснивањем шангајског клуба од стране америчког медицинског мисионара Хенрија Вилијам Бунеа. Организоване игре бејзбола успостављене су игром између Универзитета Ст. Џоунс. Међутим, 1959. године Мао Цедунг је распустио све тимове и забранио бејзбол.
Након завршетка културне револуције, ове активности су се поново покренуле, а кинеска бејзбол асоцијација основана је 1974. године. Године 2002. формирана је Кинеска бејзбол лига, а 2019. Кинеска национална бејзбол лига. Кина учествује у светском бејзбол класику. Порази националног тима од Тајвана, Јапана и Јужне Кореје могу помоћи у промени тренда јер Кинези постају свеснији интернационализације игре.

### Кошарка
Кина је била домаћин ФИБА-иног светског првенства у кошарци 2019. године. 
Игру су у Кину увели амерички радници YMCA 1896. године, само пет година након што је Канађанин-Американац Џејмс Нејсмит изумео кошарку 1891. године радећи у школи за обуку у Спрингфилду, Масачусетс.
Од доласка Јао Минг-а 2002. године у НБА, кошарка је постала све популарнија. Према кинеском кошаркашком савезу, у Кини постоји рекордан број од око 300 милиона активних кошаркаша. Највећа публика за догађај изван Кине привучена је на мечу за Јао Минг и Ји Џианлиан када је 100–200 милиона Кинеза гледало уживо.
Кинески први професионални тим основан је у Шенјангу и под покровитељством компаније Аншан Стил. КБА је основана 1995. године, а до 2008. године се проширила на 18 тимова.
Чињеница да Сједињене Државе почињу да примећују кинеске играче после успеха Јао Минг-а, доказ су повећању популарности кошарке. Године 2008. Сун Јуе је постао последњи Кинез који се придружио НБА-у тако што је са Лос Анђелес лејкерсима потписао двогодишњи уговор.

### Шах
Кина је имала добар резултат на 37. шаховској олимпијади у Торину 2006. године када је мушка екипа заузела друго место иза Јерменије, а женска трећа по најбољем укупном резултату. Кинески напредак у шаху подстакнут је великом подршком владе и тестирањем конкуренције у бројним тешким догађајима. У складу са својим статусом, Кина тренутно има седам стотина играча, други за Русијом. Међутим, и данас земље попут Русије и Израела још увек имају предност у искуству над својим кинеским колегама.
Сјангћи се такође сматра спортом у Кини, са милионима играча широм земље. Постоји национална кинеска шаховска лига.

### Крикет
Крикет је спорт у успону у Кини. Већ је добро успостављен спорт у Хонг Конгу, бившој британској колонији. Кинески тим за крикет је тим који представља земљу Народну Републику Кину у међународном крикету. Кинеско удружење за крикет постало је придружени члан Међународног савета за крикет 2004. године. Специјална административна област Хонг Конга сама је чланица ИКК-а, која је постала придружени члан ИКК-а 1969. године. Дакле, играчи из Хонг Конга немају право на представљају Кину у међународној конкуренцији.
Пре успостављања признате националне стране, Шангајски крикет клуб, највећи клуб у земљи, играо је утакмице против многих турнејских страна, али они нису добили службено признање од Кинеског удружења за крикет.
Од септембра 2005. године, Кинеско удружење за крикет провело је 8 курсева обуке / обуке под покровитељством Азијског савета за крикет (АКК). Промовисали су их у 9 градова у Кини, и то у Пекингу, Шангају, Шенјангу, Далијану, Гуангџоуу, Шенжену, Чонгкингу, Тијанџину и Јинану. Било је укључено више од 150 школа.
Током 2006. године, Кинеско удружење за крикет поставило је амбициозне циљеве у наредних 14 година.

### Керлинг
Иако је углавном непопуларан, керлинг је спорт који је у успону у Кини. Влада је одабрала атлетске појединце да би играли керлинг за Кину. Кинески тимови, и мушкарци и жене, су се побољшали на међународном нивоу. На Светском првенству за жене 2008. године, кинески тим за керлинг у саставу Жоу Јан, Лиу Јин, Ванг Бингиу и Јуе Кингшуанг освојиле су сребрну медаљу. На Светском првенству за мушке 2008., Кинези нису постигли толико успеха, али су завршили на 4. месту. Влада се такође нада да ће промовисати спорт путем универзитета и колеџа. У марту 2009. године Кина је постала прва азијска екипа која је освојила светско првенство победивши Шведску у финалу. На Зимским олимпијским играма 2010. године женска екипа освојила је бронзану медаљу, победивши Швајцарску у 10 кола.

### Клизање
Од деведесетих година 20. века Кина је била једна од водећих нација у уметничком клизању. Шен Ксуе и Жао Хонгбо били су врло познати пар у Кини који су током каријере добили широку медијску покривеност; били су троструки светски прваци и освојили златну медаљу на Зимским олимпијским играма у Ванкуверу 2010. Упоредо, Кина је слаба у остале три дисциплине (мушки сингл, женски сингл и плес на леду).

### Голф
Голф турнири у Кини укључују многе шампионате и такмичења. Најуспешнији кинески голфиста био је Жанг Лиан-веј. Најуспешнији кинески голферка Фенг Шаншан. За голф терен у Шенжену верује се да је највеће на свету.
На аматерском нивоу, голф се сматра врхунским рекреативним спортом за пословне људе и званичнике. Због релативно високог положаја у кинеском друштву, они су обично једини људи који имају приступ спорту голфа на континенталној Кини. На Националном народном конгресу 2007., прихватајући признање да изградња нових голф терена није само губитак јавних средстава, већ илегална употреба простора, премијер Вен Јиабао је у свом извештају о раду Конгреса рекао да уговори у изградњи нова голф игралишта требало би да буду обесхрабрена, а званичницима Комунистичке партије забрањено играње.

### Рагби
Рагби савез постаје све популарнији спорт у Кини него што је то био случај раније. Међутим, он и даље није претерано популаран. Кина се придружила Међународном рагби одбору 1997. године и тренутно је 80. на свету. Репрезентација се до сада није квалификовала за светски куп. Један сегмент кинеског друштва где је рагби посебно популаран је војска. Рагби је званични спорт Народноослободилачке војске, а Спортски институт учествује у високо конкурентним хонгконшким лигама.
Познати кинески рагби играчи укључују Жанг Жикијанга, који је посегнуо за славним клубом Лестер Тајгерс у Енглеској, и обећавајућег младог Лија Јанга, који се може похвалити у времену од 10,6 секунди у спринту на 100 метара.

### Снукер
Иако је снукер или, прецизније, билијар, у Кини већ одавно популаран спорт за уличну рекреацију, популарност повећана је у последњих неколико година у Кини. Делимично се то може приписати успону Динг Ђунхуеју који је био професионални играч на првом месту и пласирао се у финале Светског првенства 2016. године. Све више и више младих кинеских играча пробија се у професионалном кругу као што су Лианг Венбо и Лиу Чуанг који су се квалификовали за последња 32 такмичења на Светском првенству 2008. године, а Лианг је стигао до четвртфинала, где се суочио са легендом снукера Рунијем Саливаном. Снукер игра око 50 милиона Кинеза, а само у Пекингу сада постоји преко 300 снукер клубова. Кина је домаћин неколико великих професионалних турнира.

### Стони тенис
Стони тенис (乒乓) у Кини наставља да производи много играча светске класе, а ова дубина вештине омогућава земљи да настави да доминира над недавним светским титулама и након краће паузе током деведесетих. Огромна доминација Кине у спорту покренула је низ промена правила у Међународној федерацији стоног тениса и као део Олимпијских игара. Ма Лонг је тренутно један од највише рангираних кинеских столнотенисача и најплаћенији играч света. Денг Јапинг многи сматрају једним од највећих тениских играча свих времена, заједно са Жанг Јикеом, Лиу Гуолиангом и Конг Лингуи.
Спорт је имао важну улогу у међународним односима Кине; априла 1972., амерички тим за столни тенис позван је у посету Кини, догађају који се касније звао "Пинг-понг дипломатија". Стони тенис је највећи аматерски рекреативни спорт у Кини са око 300 милиона играча.

### Тенис
Тенис је растући рекреативни спорт у Кини, иако приступ теренима може бити ограничен у густо насељеним урбаним подручјима. Недавно су кинеске тенисерке, посебно жене, постигле успех на међународном нивоу и на аматерском и на професионалном плану. Међународни тениски турнири добијају широку покривеност на кинеским спортским каналима, трећи је најпопуларнији спорт након фудбала и кошарке.

### Одбојка
Одбојка је стигла у Азију 1908. године, а у Кину је званично представљена 1910. године. Кинеска одбојкашка асоцијација представља Кину у федерацији одбојке и Азијску одбојкашку конфедерацију, као и репрезентацију одбојкашких спортова у азијској федерацији.
Кинеска женска одбојкашка репрезентација један је од водећих састава у женској међународној одбојци, два пута је освајала олимпијску титулу (1984. и 2004). Кина је освојила пет узастопних светских титула у 1980-им, ФИВБ одбојкашко светско првенство за жене 1981. и 1985. и Светско првенство у одбојци за жене ФИВБ 1982. и 1986. Иако је имала нестабилни развој у деведесетима, тим је освојио ФИВБ светску При награду 2003. године, освојила је златну медаљу на Летњим олимпијским играма 2004. године, као и светски куп 2015. на ФИВБ-у и завршила на другом месту на Светској великој награди ФИВБ 2013. и на ФИВБ светском првенству 2014. године.
Кинеска мушка одбојкашка репрезентација представља Кину на међународним одбојкашким такмичењима и пријатељским утакмицама. Тим је два пута учествовао на Летњим олимпијским играма, завршивши на осмом месту на Летњим олимпијским играма 1984. године у Лос Анђелесу у Калифорнији и 5. месту на Летњим олимпијским играма 2008. године.
Од 1956. године, мушка репрезентација учествовала је на једанаест светских првенстава, а најбољи су резултати били у Италији (1978) и Аргентини (1982), где је завршила на седмом месту. Тим је такође три пута био девети, у Француској (1956), Совјетском Савезу (1962), и Чехословачкој (1966). Године 2002. у Аргентини, Кина била је тринаеста. Кина је учествовала у уводном издању светске врхунске одбојкашке лиге 1990. године и редовно учествовала у периоду од 1992. до 1997. године, завршавајући на шестом месту 1996. године.

## Резултати у такмичењима
Повратком у марту 1959. године, на 25. светском првенству у стоном тенису који се одржао у Немачкој, столнотенисер Ронг Гуотуан освојио је прву светску титулу у историји спорта у Кини. Уследило је са много више успеха. До краја 2004. године кинески спортисти укупно су освојили 1.800 светских првенстава и оборили 1119 светских рекорда. Кинески спортисти су у 16 година од 1989. године освојили 1.446 светских првенстава, што је чинило 80,3% укупног броја, и оборило 737 светских рекорда, што чини 65,9% укупног броја. Било је то раздобље када се кинески такмичарски спорт непрекидно и брзо развијао. На Олимпијским играма 2008. године, Кина је направила свој најбољи олимпијски наступ икада, са укупно 100 медаља, укључујући 51 злата, 21 сребро и 28 бронза, које су дошле на прво место на табели са медаљама, остваривши велики помак у кинеској историји спорта.
Резултати у такмичарским спортовима сводили су се на систем тренинга који се непрестано усавршава. Заснован је на омладинским спортским школама и клубовима основног нивоа, са тимовима који представљају локалитет као окосницу, а репрезентацијом на највишем нивоу. Систем тренинга обезбеђује да елитни тимови Кине одржавају целог лета од 20.000 спортиста.
У јулу 2001. године, Пекинг је коначно успео да буде домаћин летњих олимпијских игара 2008. године. Пекиншки Организациони одбор за олимпијске игре (БОЦОГ), основан крајем 2001. године, поставио је теме за Игре 2008. : „Зелене олимпијске игре“, „Хај тек Олимпикс“ и „Хуманистичка олимпијада“. Седам места, укључујући Национални стадион и Национални центар за пливање, покренуло је нови период савремене архитектуре за Пекинг. Средишњи део Игара 2008. био је Национални стадион „птичјег гнезда“. Са капацитетом од 91.000 гледалаца, стадион је био домаћин церемонија отварања и затварања, као и за тркачке теренске догађаје.
Кина је од 1949. учествовала на осам летњих олимпијских игара и девет зимских олимпијских игара, освојивши 385 медаља на летњим олимпијским играма и 44 медаље на зимским олимпијским играма. На Олимпијади у Лос Анђелесу, Барселони и Атланти Кина је освојила четврто место на табели са златним медаљама, друго на Олимпијади у Атини и Лондону и прво на Олимпијади у Пекингу.

## Фитнес
"Закон о физичком здрављу Народне Републике Кине" усвојен је 1995. године. Исте године, Државно веће је прогласило "Нацрт националног програма физичке кондиције", након чега је уследио низ правила и прописа. Истраживање које је објавила Државна управа за физичку културу показује да 33,9% популације између 7 и 70 редовно вежба, а 60,7% градског становништва одлази у спортске клубове да се баве фитнес активностима. Очекивало се да до краја 2005. године 37% укупног становништва Кине учествовати у редовним физичким вежбама и да ће преко 95% ученика испуњавати Национални стандард за физичку вежбу. У циљу побољшања здравља и укупног физичког стања опште популације, Национални програм физичке кондиције, са нагласком на младе људе и децу, подстиче све да се баве барем једном спортском активношћу сваког дана, науче бар два начина задржавања фит и имати здравствени преглед сваке године.
У овом петнаестогодишњем програму, влада има за циљ да изгради систем услуга за спорт и изградњу здравља за ширу јавност. Постоји око 620.000 теретана и стадиона широм Кине, отворене и широко коришћене од стране јавности. Отворени фитнес центри постављени су у градским заједницама у јавним парковима, трговима, школским двориштима и на другим погодним локацијама. Све заједнице и суседства у Пекингу опремљени су фитнес просторијама које задовољавају национални стандард. Ослањајући се на оно што је већ имао, Тјенцин је покренуо велико проширење својих спољних и унутрашњих фитнес објеката и стадиона. Године 2004. завршена је прва велика кинеска фитнес дворана са површином већом од 10 000 m².
Почев од 2001. године, Државна управа за физичку културу издвојила је средства од спортске лутрије као пилот фондове, како би изградила „Кинеску спортску лутрију у целој националној центрима за физичку кондицију“ као пилот пројекте у 31 великим и средњим градовима широм земље, укључујући Даљен, Пекинг и Чангчуен. Неки од ових центара су већ изграђени. У међувремену, око 196 милиона јуана од спортске лутрије искоришћено је за изградњу јавних спортских објеката у мање развијеним кинеским западним областима и у региону Три клисуре реке Јангцекјанг, подржавајући 101 округ и град.
Са порастом фитнес активности широм земље, промениле су се и погледе људи на живот. У многим великим и средњим градовима трошење новца у потрази за добрим здрављем постало је тренд. Нови спортови попут алпинизма, јахања, бунџи скакања, куглања, скејтбординга, бокса за жене, таксвондоа и голфа су посебно популарни међу младима. Крајем 2003. године започели су радови на првом кинеском голф терену у планини А'ер, Унутрашња Монголија. Овај пројекат, који представља инвестицију од око милијарду јуана, биће шести голф терен на снегу на свету.
Национални програм физичке кондиције поставио је циљеве да ће до 2010. године око 40% кинеске популације учествовати у редовним физичким вежбањима, доћи ће до јасног побољшања у националној физичкој форми и великог повећања броја места за фитнес како би се задовољиле потребе људи за одржавањем кондиције.
Између 1990. и 2002. године, просечни животни век кинеског становништва порастао је за 3,25 година, досегнувши 71,8 година, приближавајући се нивоу умерено развијених земаља. Последње истраживање о националном здравству, које је завршило у октобру 2001. године, проширило се на три године и 31 покрајину, аутономне регионе и општине директно под централном владом, што га чини Кином највећом икад по обиму и броју становништва. Истраживање је показало пораст раста деце и тинејџера у кинеским руралним областима, а сваки индекс показује просечну стопу пораста који прелази раст деце исте старосне групе у градовима. Међутим, истраживање је такође открило неке разлога за забринутост. Физички факултети кинеског народа нагло падају након што су напунили 40 година.
У градовима гојазност представља велику претњу здрављу деце, тинејџера и одраслих. Здравље жена у руралним срединама је далеко од задовољавајућег. На основу налаза истраживања релевантна владина одељења континуирано проучавају методе одржавања кондиције, постављају нове начине и стандарде за различите старосне групе и јачају наставу на нивоу заједнице.

## Млади
У школама постоје професионални тренери за физичку наставу и вежбе, а ученицима који не достигну тражене физичке стандарде није дозвољено да иду у високе школе. Пролећни и јесењи спортски сусрети су годишњи догађаји. Националне игре средњих школа и Националне универзитетске игре одржавају се сваке четири године. Обећавајући тинејџери шаљу се у аматерске спортске школе на специјалну обуку.
Постоји и много спортских клубова за младе. Последњих година, користећи средства спортске лутрије, Државна управа за физичку културу основала је око 500 спортских клубова за малолетнике годишње. До краја 2005. било је око 3.000 таквих клубова.
Будући да кинески спортисти углавном започињу спортску каријеру у младим годинама, неки добијају мало образовања и често се боре да нађу посао након одласка у пензију, док је студија Државне опште управе за спорт из 2012. сазнала да скоро половина спортиста није успела да нађе посао. Владино тело је тада почело организовати курсеве за преквалификацију како би им помогло да науче нове вештине и добију посао.

## Традиционални спортови
Традиционални спортови са изразитим кинеским карактеристикама такође су веома популарни, укључујући борилачке вештине, тајђићуен (бокс у сенци), чи кунг (вежбе дубоког дисања), кинески шах, го и Махжонг.
Тајђићуен је врста кинеског бокса који комбинује контролу даха, ума и тела. Наглашава кретање тела пратећи покрете ума, затамњују жилавост уз нежност и грациозно кочење.
Чи кунг је јединствен кинески начин одржавања кондиције. Циљ му је побољшање здравља, продужење живота, излечење болести и побољшање физиолошких функција концентрацијом ума и регулисањем даха. Постоје разне забавне и такмичарске спортске активности у областима у којима живе мањине, на пример, рвање и јахање међу Монголима, Ујгурима и Казаксима; Трке тибетанских јакова; Корејски „скакање по глави“; стреличање стреличама међу Миаом и трка змајевима међу припадницима етничке мањине Даи.
Кинески шах и го били су два од пет спортова који су представљени на Светским спортским играма ума које су одржане у Пекингу 2008. године.